# Alajärvi
För andra betydelser, se Alajärvi (olika betydelser).
Alajärvi är en stad i landskapet Södra Österbotten i Finland. Alajärvi har 9 311 invånare och en yta på 1 056,74 km².
Inom näringslivet är timmerhusindustrin viktig. Finlands största timmerhustillverkare, Honkarakenne Oy, tillverkar hus i Alajärvi.
Alajärvi är en enspråkigt finsk kommun.

## Historia
Alajärvi kommun grundades 1868. Under vinter- och fortsättningskriget stupade över 150 män från Alajärvi. Alajärvi kommun fick status av stad 1986. Den 1 januari 2009 slogs Lehtimäki kommun ihop med Alajärvi.

## Byar
Alakylä

## Politik

### Mandatfördelning i Alajärvi stad, valen 1976–2021
| 4 | 2 | 2 | 20 | 7 |

| 4 | 3 |  | 19 |  | 7 |

| 3 | 4 | 3 | 19 |  | 5 |

|  | 3 | 5 | 18 | 2 | 6 |

|  | 3 | 6 | 18 | 2 | 5 |

|  | 2 | 4 | 19 |  | 8 |

|  | 2 | 5 | 21 |  | 5 |

|  | 3 | 4 | 19 | 2 | 6 |

| 27 | 8 |

|  | 2 |  | 6 | 26 |  | 6 |

| 30 | 13 |

|  | 8 | 19 | 2 | 5 |

| 28 | 7 |

|  |  | 6 | 19 | 2 | 6 |

| 29 | 6 |

|  |  | 7 | 17 | 2 | 7 |

| 29 | 6 |

### Vänorter
Alajärvi har åtminstone följande vänort:
- Pudozj, Ryssland

## Demografi

### Befolkningsutveckling
| Befolkningsutvecklingen i Alajärvi stad 1975–2020                                                            | Befolkningsutvecklingen i Alajärvi stad 1975–2020 | Befolkningsutvecklingen i Alajärvi stad 1975–2020 | Befolkningsutvecklingen i Alajärvi stad 1975–2020 | Befolkningsutvecklingen i Alajärvi stad 1975–2020 |
| --- | ------------------------------------------------- | ------------------------------------------------- | ------------------------------------------------- | ------------------------------------------------- |
| |                                                   |                                                   |                                                   |                                                   |
| År |                                                   |                                                   | Folkmängd                                         |                                                   |
| 1975 | 1975                                              |                                                   | 10 771                                            |                                                   |
| 1980 | 1980                                              |                                                   | 11 089                                            |                                                   |
| 1985 | 1985                                              |                                                   | 11 683                                            |                                                   |
| 1990 | 1990                                              |                                                   | 11 963                                            |                                                   |
| 1995 | 1995                                              |                                                   | 11 890                                            |                                                   |
| 2000 | 2000                                              |                                                   | 11 503                                            |                                                   |
| 2005 | 2005                                              |                                                   | 10 910                                            |                                                   |
| 2010 | 2010                                              |                                                   | 10 487                                            |                                                   |
| 2015 | 2015                                              |                                                   | 10 006                                            |                                                   |
| 2020 | 2020                                              |                                                   | 9 419                                             |                                                   |
| Anm: Uppgifterna avser förhållandena den 31 december nämnda år enligt områdesindelningen den 1 januari 2022. |                                                   |                                                   |                                                   |                                                   |

### Språk
Befolkningen efter språk (modersmål) den 31 december 2022. Finska, svenska och samiska räknas som inhemska språk då de har officiell status i landet. Resten av språken räknas som främmande. För språk med färre än 10 talare är siffran dold av Statistikcentralen på grund av sekretesskäl.
| Språk                        | Talare 2022-12-31 | Talare 2022-12-31 |
| Språk                        | Antal             | Andel (%)         |
| ---------------------------- | ----------------- | ----------------- |
| Hela befolkningen            | 9 183             | 100,0             |
| Inhemska språk totalt        | 8 872             | 96,6              |
| Finska                       | 8 860             | 96,5              |
| Svenska                      | 12                | 0,1               |
| Främmande språk totalt       | 311               | 3,4               |
| Ryska                        | 157               | 1,7               |
| Estniska                     | 59                | 0,6               |
| Thailändska                  | 22                | 0,2               |
| Turkiska                     | 17                | 0,2               |
| Språk med färre än 10 talare | 56                | 0,6               |

|  | Finska (96,5 %) |

|  | Svenska (0,1 %) |

|  | Främmande språk (3,4 %) |

|  | Finska (96,5 %) |

|  | Svenska (0,1 %) |

|  | Främmande språk (3,4 %) |

## Kultur
Arkitekten Alvar Aalto är uppvuxen i Alajärvi, och konstnären Eero Nelimarkka verkade här. Stadens centrum består av en representativ samling byggnader ritade av Aalto. Till stadens sevärdheter hör Nelimarkka-museet.